# Uromyces hordeinus
Uromyces hordeinus ist eine Ständerpilzart aus der Ordnung der Rostpilze (Pucciniales). Der Pilz ist ein Endoparasit des Bastardlauchs Nothoscordum bivalve sowie von verschiedenen Süßgräsern. Symptome des Befalls durch die Art sind Rostflecken und Pusteln auf den Blattoberflächen der Wirtspflanzen. Sie ist in weiten Teilen der USA verbreitet.

## Merkmale

### Makroskopische Merkmale
Uromyces hordeinus ist mit bloßem Auge nur anhand der auf der Oberfläche des Wirtes hervortretenden Sporenlager zu erkennen. Sie wachsen in Nestern, die als gelbliche bis braune Flecken und Pusteln auf den Blattoberflächen erscheinen.

### Mikroskopische Merkmale
Das Myzel von Uromyces hordeinus wächst wie bei allen Uromyces-Arten interzellulär und bildet Saugfäden, die in das Speichergewebe des Wirtes wachsen. Die gesellig wachsenden, becherförmigen Aecien der Art besitzen 23–27 × 19–23 µm große, kugelige bis ellipsoide, hyaline Aeciosporen mit warziger Oberfläche. Die gelborangen Uredien des Pilzes wachsen beidseitig auf den Wirtsblättern. Ihre gelblichen bis hellgoldenen Uredosporen sind 26–30 × 21–25 µm groß, zumeist breitellipsoid und stachelwarzig. Die beidseitig und auf Schwingeln wachsenden Telien der Art sind schwärzlich und bedeckt, die besitzen meist zahlreiche Paraphysen. Die braunen Teliosporen sind einzellig, in der Regel eiförmig bis langellipsoid und 26–34 × 17–23 µm groß. Ihre Stiele sind gelblich und bis zu 25 µm lang.

## Verbreitung
Das bekannte Verbreitungsgebiet von Uromyces hordeinus reicht von Virginia, Nebraska, Texas bis Colorado.

## Ökologie
Die Wirtspflanzen von Uromyces hordeinus sind für den Haplonten Nothoscordum bivalve sowie Hordeum pusillum, H. brachyantherum, Scribnera bolanderi und Festuca actoflora für den Dikaryonten. Der Pilz ernährt sich von den im Speichergewebe der Pflanzen vorhandenen Nährstoffen, seine Sporenlager brechen später durch die Blattoberfläche und setzen Sporen frei. Die Art durchläuft einen Entwicklungszyklus mit Spermogonien, Aecien, Telien und Uredien und vollzieht einen Wirtswechsel.